# Národní strategický referenční rámec
Národní strategický referenční rámec (NSRR) je oficiální dokument, který popisuje strategii rozvoje České republiky v programovém období 2007 až 2013. Představuje základ pro čerpání finanční pomoci ze strukturálních fondů a Fondu soudržnosti Evropské unie ve výši 26,69 miliard eur.
Evropská komise akceptovala priority rozvoje České republiky 26. července 2007. Národní strategický referenční rámec dojednal za Českou republiku vládou jmenovaný tým jehož členy byli Milan Půček, Milena Vicenová, Miroslava Kopicová, Petr Moos a Martin Tlapa.
NSRR vychází z principu partnerství v souladu s článkem 11 nařízení Rady č. 1083/2006, o obecných ustanoveních o Evropském fondu pro regionální rozvoj, Evropském sociálním fondu a Fondu soudržnosti a o zrušení nařízení č. 1260/1999.
Příprava NSRR probíhala ve spolupráci s Hospodářskou komorou, Českým statistickým úřadem, Agrární komorou, Svazem měst a obcí, Družstevní asociací, Svazem průmyslu a dopravy, Českomoravskou komorou odborových svazů, Konfederací zaměstnavatelských a podnikatelských svazů, Českou konferencí rektorů, Radou vlády pro nestátní neziskové organizace, Radou vlády pro výzkum a vývoj, a Radou vlády pro rozvoj lidských zdrojů.

## Konkurenceschopná česká ekonomika
Částka 5,11 miliard eur je určena na zvýšení konkurenceschopnosti České republiky. Prostředky budou alokovány na základě operačních programů Podnikání a inovace a Výzkum a vývoj pro inovace. Cílem je posílit konkurenceschopnost podnikatelského sektoru v ČR zvyšováním jeho produktivity, urychlit udržitelný hospodářský vývoj pomocí inovací a vyvolat strukturální změny v české ekonomice.

## Otevřená, flexibilní a soudržná společnost
Částka 3,77 miliard eur je určena na vytvoření moderní občanské společnosti v České republice. Prostředky pro tuto oblast budou poskytovány na základě tří operačních programů: Lidské zdroje a zaměstnanost, Vzdělávání pro konkurenceschopnost a Praha – Adaptabilita. Cílem je podpořit rozvoj vnitřně různorodé sociálně citlivé a soudržné společnosti a přispět ke zvyšování kvality života obyvatel. Zároveň mají být prostředky investovány do vytvoření moderního vzdělávacího systému, který přispěje k rozvoji znalostní ekonomiky a stane se zdrojem efektivity a flexibility trhu práce České republiky.

## Atraktivní prostředí
Částka 10,68 miliard eur je určena na investice do zlepšení kvality životního prostředí a dostupnosti dopravních sítí v České republice. Prostředky budou poskytovány na základě operačních programů Životní prostředí a Doprava. Cílem je zlepšit dostupnost environmentální infrastruktury, obnovení kvality životního prostředí a podpora úspor energie. Zároveň má být posílena dostupnost dopravy a dopravní obslužnost při zmírnění dopadu dopravy na životnímu prostředí.

## Vyvážený rozvoj území
Částka 6,72 miliard eur je určena na investice do vyváženého a harmonického rozvoje celého území České republiky. Finanční pomoc bude poskytována prostřednictvím sedmi regionálních operačních programů a operačních programů Praha – Konkurenceschopnost, Integrovaný operační program a Technická pomoc. Cílem je odstraňování ekonomických rozdílů mezi regiony. Má jít o posílení ekonomického růstu a růstu zaměstnanosti využitím ekonomických, sociálních a kulturních odlišností regionů České republiky.

## Evropská územní spolupráce
Pro pomoc v rámci přeshraniční a nadnárodní spolupráce je pro Českou republiku z fondů EU vyčleněno 389 miliónů eur. V případě ostatních programů pomoci v rámci Evropské územní spolupráce nejsou určeny alokace fondů EU pro jednotlivé státy.

## Operační programy
| Operační program                                        | Řídící orgán                                        | % z celkové částky | Příspěvek EU v eurech |
| ------------------------------------------------------- | --------------------------------------------------- | ------------------ | --------------------- |
| Integrovaný OP                                          | Ministerstvo pro místní rozvoj                      | 5,93 %             | 1 582 390 162         |
| OP Technická pomoc                                      | Ministerstvo pro místní rozvoj                      | 0,93 %             | 247 783 172           |
| OP Podnikání a inovace                                  | Ministerstvo průmyslu a obchodu                     | 11,39 %            | 3 041 312 546         |
| OP Lidské zdroje a zaměstnanost                         | Ministerstvo práce a sociálních věcí                | 6,88 %             | 1 837 421 405         |
| OP Vzdělávání pro konkurenceschopnost                   | Ministerstvo školství, mládeže a tělovýchovy        | 6,85 %             | 1 828 714 781         |
| OP Výzkum a vývoj pro inovace                           | Ministerstvo školství, mládeže a tělovýchovy        | 7,76 %             | 2 070 680 884         |
| OP Životní prostředí                                    | Ministerstvo životního prostředí                    | 18,42 %            | 4 917 867 098         |
| OP Doprava                                              | Ministerstvo dopravy                                | 21,63 %            | 5 774 081 203         |
| ROP Střední Čechy                                       | Regionální rada regionu soudržnosti Střední Čechy   | 2,09 %             | 559 083 839           |
| ROP Jihozápad                                           | Regionální rada regionu soudržnosti Jihozápad       | 2,31 %             | 619 651 254           |
| ROP Severozápad                                         | Regionální rada regionu soudržnosti Severozápad     | 2,79 %             | 745 911 021           |
| ROP Jihovýchod                                          | Regionální rada regionu soudržnosti Jihovýchod      | 2,64 %             | 704 445 636           |
| ROP Severovýchod                                        | Regionální rada regionu soudržnosti Severovýchod    | 2,46 %             | 656 457 606           |
| ROP Moravskoslezsko                                     | Regionální rada regionu soudržnosti Moravskoslezsko | 2,68 %             | 716 093 217           |
| ROP Střední Morava                                      | Regionální rada regionu soudržnosti Střední Morava  | 2,46 %             | 657 389 413           |
| OP Praha Konkurenceschopnost                            | Hlavní město Praha                                  | 0,88 %             | 234 936 005           |
| OP Praha Adaptabilita                                   | Hlavní město Praha                                  | 0,41 %             | 108 385 242           |
| Přeshraniční spolupráce - 5 OP                          | Ministerstvo pro místní rozvoj                      | 1,32 %             | 351 589 957           |
| OP Nadnárodní spolupráce a OP Meziregionální spolupráce | Ministerstvo pro místní rozvoj                      | 0,14 %             | 37 461 150            |
| Celkem                                                  |                                                     | 100 %              | 26 691 655 591        |